# Сръбско-българска война
Сръбско-българската война започва на 14 ноември (2 ноември стар стил) 1885 г., когато Сърбия, недоволна от осъщественото Съединение на Княжество България с Източна Румелия, обявява война на България. По това време Русия, която подкрепя младата българска армия с висши офицерски кадри, с цел създаване на самостоятелна войска, изтегля своите инструктори. Българската победа в тази кратка война, наричана „капитаните побеждават генералите“, е предпоставка за международното признаване на Съединението на Княжеството с Източна Румелия.

## Предистория
След Съединението на Източна Румелия с Княжество България на 6 септември 1885 г. България е заплашена с война едновременно от Османската империя, която иска да възстанови правата си над Източна Румелия според Берлинския договор, и Сърбия, която настоява за териториални компенсации. Великите сили не желаят да бъдат въвлечени в конфликт и сдържат турската намеса, но в същото време изискват от княз Александър да изтегли войските си от Румелия. Заради недоверието си към княза, датиращо още от Режима на пълномощията, руският цар Александър III отказва да подкрепи българската дипломация, макар и да заявява на български делегати, че „за разединение и дума не може да става“. В подкрепа на Батенберг действа Великобритания, която се надява чрез него да елиминира руското влияние в България. На конференция в края на октомври в Цариград британският представител Уилям Уайт и френският му колега възпрепятстват изпращането на турски комисар, подкрепено от посланиците на останалите сили.
Съединението не е добре прието от другите малки балкански държави, тъй като с присъединяването на Румелия Княжеството удвоява площта си и така изменя значително съотношението между силите на Балканите, като се превръща в основен претендент за най-големия дял от наследството на разпадащата се Османска империя. Гърция извършва незабавна мобилизация. Правителството ѝ заплашва Русия, Османската империя и западните Велики сили, че ще нахлуе в турската територия, за да присъедини части от Македония, като компенсация за териториалното разширение на България, тъй като няма обща граница с България и не може да иска преки компенсации от нея. Румъния също се опитва да получи териториално разширение в Южна Добруджа, но плановете на правителството на Йон Братиану не срещат одобрение от Германия, Австро-Унгария и Русия и след струпването на руски войски по източните граници на Румъния, румънският министър-председател тържествено заявява, че Румъния ще пази неутралитет по отношение на Съединението на Румелия с Княжеството.
Сърбия, която има планове за хегемония сред славянското население на Балканите, е категорично против Съединението. Крал Милан Обренович уведомява всички Велики сили още през 1881 г., че ще нападне България при възможно съединение на Княжеството с Източна Румелия. На 9 септември 1885 г. Сърбия мобилизира запасните чинове. В страната излизат стотици статии, книги и плакати с пропагандно съдържание срещу Съединението.
На 12 септември България е уведомена за мобилизацията в Сърбия, извършена, „за да запази равновесието“ на Балканския полуостров. Сръбските искания са за признаване на Съединението срещу отстъпване на Видин, Трън и Радомир, за които в Сърбия се твърди, че са населени със сърби. Главната цел на Сърбия е да постави под свой контрол столицата София, като по този начин отреже окончателно връзката на България с македонските земи.
Австро-Унгария подкрепя сръбските искания, но предпочита конфликтът да бъде решен по мирен път. Германия и Русия предпочитат на този етап да не се месят пряко, но руските вестници публикуват статии, в които се разглеждат „справедливите компенсации“ за Сърбия. Някои от печатните издания осъждат Русия с думите: „Русия ще изгуби България!“
Въпреки големия дипломатически натиск, България не склонява да компенсира по какъвто и да е начин съседните ѝ държави, а Сърбия започва усилено да се готви за война.
Австро-Унгария, която има таен съюзнически договор със Сърбия чрез близката до правителството „Лендербанк“, отпуска заем от 24 милиона за въоръжение на сръбската армия, но не възнамерява да се меси в конфликта с войска, като предварително предупреждава Сърбия, че войната ще се води само от нея и че освен парична, тя няма да получи никаква друга помощ.
Всички Велики сили заемат позиция на неутралитет, като някои от тях дори призовават за мир. След като в Лондон се разбира със сигурност, че вечният враг Русия всъщност не подкрепя Съединението, Великобритания, макар и късно, заема българската страна. Всички останали се надяват на сръбска победа. Според някои тълкувания на социалистическата ни историография, позицията на Русия не е насочена против България, а против неудобните ѝ княз Александър Батенберг и премиера Петко Каравелов.

## Начало на войната
На 27 септември сръбски части пресичат границата при Трън, но са отблъснати от българската войска. След месец последва втора гранична провокация. България безрезултатно протестира пред Великите сили. В края на октомври сръбските войски завършват съсредоточаването си по границата и на 2 ноември Сърбия обявява война на България под претекст, че български части са нападнали пограничните райони. В същия ден българският княз Александър Батенберг издава манифест до българския народ:
| „ | ... като сме уверени, че всеки българин, способен да носи оръжие, ще дойде под знамената да се бие за своето отечество и свобода, за защита на земята ни от нахлуването на нападатели... | “ |

България изпраща нота до всички Велики сили с искане да се намесят като умиротворители, но не получава отговор. Единствено сюзеренът Османската империя отвръща на молбата за помощ, но заявява, че ще прати своите войски в подкрепа на България, само ако Княжеството отхвърли Съединението с Източна Румелия.

## Двете страни и планове за действие

### Сърбия
Общият план на Сърбия е придвижване по пътя Пирот – Цариброд и чрез числено превъзходство да разбие българите в пограничните райони до Цариброд, след което да бъдат победени и пристигащите тракийски български части, да се превземат Видин и София, където сам крал Милан Обренович да излезе на трибуна и да продиктува исканията си за мир:
- цялата територия на България от сръбската граница до река Искър да бъде включена към сръбската държава;
- сръбска окупация над останалата част от Княжеството;
- преместване на българската столица от София в Търново;
- военен парад на сръбската армия в столицата на България, оглавяван от самия Милан;
- огромна парична компенсация.

Сърбия разполага с 42 000 души и 800 кавалеристи за фронта срещу София (Нишавска армия) и 21 000 души на видинския фронт (Тимошка армия), както и 8800 резерв, снабдени с пушки Маузер-Миланович и 400 морално остарели оръдия, като се очакват още около 30 скорострелни модерни оръдия да пристигнат от Франция. Към 17 октомври 1885 г. 60-хилядна добре въоръжена сръбска войска е разположена по цялото протежение на границата от устието на Тимок до Осоговската планина. По-късно сръбската войска достига до над 120 000 души (от които 103 000 редовна армия).
Снабдяването е добре уредено с военни складове и облагане на населението.
Голяма част от сръбските войници са слабо обучени, а най-добрите командири – Джура Хорватович, Йован Белимаркович и други ветерани от войните с Турция от 1876 – 1878, са пренебрегнати от крал Милан и не участват в похода срещу България.

### България
Българската войска е изграждана в продължение на едва 6 години при ограничени финансови възможности. В навечерието на Съединението в княжеството има около 40 хиляди обучени войници. В Източна Румелия те са около 16 хиляди. След мобилизацията в края на септември към редовната войска се прибавят запасни чинове, опълченци и доброволци, общо 66 хиляди от княжеството и 42 хиляди от Източна Румелия. Според други автори общо през казарма в Княжество България и Източна Румелия са минали 86 000 души, и заедно с доброволците и опълченците, армията наброява малко над 100 000 души.
Русия е против Съединението и изтегля офицерите си от българските войски. Така младата българска войска остава под командването на капитани и майори: около 40 млади български офицери от руските военни академии, които са завършили само преди месец, а някои дори са прекъснали обучението си. Главнокомандващ е княз Александър, професионален военен без голям команден и боен опит. Военният министър Константин Никифоров е на 29 години и е на поста си от месец и половина. Началник-щаб на войската е капитан Рачо Петров на 24 години. Затова тази война се нарича „войната на капитаните“. Сержантите също не достигат, затова за сержанти в българските роти са назначени 30 юнкери.
Българската пехота разполага със стари пушки (на повече от 10 – 15 години), а артилерията има 200 оръдия, доста по-добри от сръбските, но 40 от тях са повредени и неизползваеми.
Боеприпасите и униформите също не са достатъчно, с тях разполагат само редовните войници, а запасните, опълченците и доброволците, са със собствени дрехи.
Храната се събира главно от дарения от населението или от богати българи зад граница. Видин и Трън са допълнително укрепени.
Лекарското обслужване по това време е на ниско ниво – в цяла България има само 150 лекари и 8 ветеринари, които трябвало да се грижат за всички коне в обоза и кавалерията. Военни болници не съществуват.
България разполага с план за война срещу Османската империя, но не и срещу Сърбия, а войската е разделена на два корпуса. Източният се състои от по-голямата част от армията и е съсредоточен на турската граница. Западният корпус събира останалите войскови части по сръбската граница. Преди началото на усилените военни действия, Западният корпус е разделен на други два – отново Западен и Северен, като Северният трябва да отбранява Видин, а Западният отговаря за защитата на София. Командири са капитан Атанас Узунов и майор Аврам Гуджев. В резултат на това в самото начало на войната срещу 60-хилядна сръбска войска се изправя 32-хилядна българска войска, а българските войски от турската граница трябва спешно да бъдат прехвърлени на сръбската граница.
След като войната е обявена, планът за действие е по-слабият Западен корпус да се отбранява до пристигането на по-силния Източен, а след това да се предприеме настъпление.

## Очаквания
Заради скорошното Освобождение на България и липсата на опитни офицерски кадри, а и заради това, че Сърбия разполага с многобройна войска, артилерия и възможно най-съвременните за онова време оръжия, очакванията на западните Велики сили са за бърз и пълен разгром на България. Единствена Англия подкрепя България, но в чисто морален смисъл.
В Русия мнозинството предрича загуба за българите, която да направи невъзможно оставането на Батенберг на престола. Общественото мнение проявява съчувствие към българите, а част от руските офицери, наскоро завърнали се от България, казват, „че българите ще избият до крак сърбите“.
Австро-унгарският държавник Бенямин Калай казва преди началото на войната, на среща във Виена със сръбския пратеник Вукашин Петрович, че сърбите подценяват българите. Той не изключва възможността Сърбия да изгуби войната с България.

## Военните действия

### Начало на боевете
Западният фронт е разделен на 7 отряда и разполага със 17 437 български бойци и 34 оръдия, за да спре сръбската армия.
На 2 ноември сръбските части нападат Царибродските позиции, отбранявани от една дружина на 4-ти пехотен плевенски полк, командван от капитан Андрей Букурещлиев, както и 3 чети на 1-ви пехотен софийски полк. Съотношението е 7 към 1 в полза на сърбите. На българите се налага да се оттеглят до Драгоманската позиция, защото те не могат да си позволят да дават големи жертви още в началото на войната. Край Драгоман пристигащите от Царибродската позиция българи се сливат с една дружина и един полк.
В същото време на юг сръбската Шумадийска дивизия нахлува в България, планът за нейното действие е да овладее пътя Пирот – Трън – Брезник и по-късно заедно с пристигащата Моравска дивизия да превземат Трън и Брезник, да навлязат в Софийското поле, като разбият българския Кюстендилски отряд и се съединят с навлизащата от центъра на фронта сръбска Дунавска дивизия, допълнително подсилена от Дринската дивизия.
Шумадийската дивизия навлиза на 15 километра навътре от българската граница, българите отстъпват до село Врабча. Позицията е ръководена от капитан Никола Генев, който командва 4 дружини, една рота, редовна пехота от II пехотен Струмски, IIІ Бдински, IV Плевенски и I Софийски полк, 2 батареи от българския Дунавски полк и опълчение.
На 3 ноември 9-те батальона, двата ескадрона и 24-те оръдия на Шумадийската дивизия, атакуват Орлинския връх, който е важна българска позиционна точка. До средата на деня българските части спират съпротивата и се оттеглят до прохода Секирица, където предприемат контраатака. Това спечелва ценно време, нужно до пристигането на Източните български сили. Боевете се водят цял ден до 4 ноември, когато българите отново отстъпват, този път до Брезник.
Малко по̀ на юг Моравската дивизия води бой с българския Изворски отряд под командата на капитан Стефан Тошев, който пази Трън и е съсредоточен на Колунишката височина. След целодневно сражение Изворският отряд се оттегля до село Трекляно. В края на 4 ноември сърбите превземат Трън и се насочват към Радомир.
Сръбската Дунавска дивизия тръгва към Драгоман, но в края на деня е отблъсната.
В северния край на Западния фронт българският Царибродски отряд отстъпва към Сливница.
Нишавската армия се насочва към София, но в двудневни боеве с участието дори на цивилното население, е забавена. Това дава възможност на българите да съберат сили на основната отбранителна позиция – Сливница.
В боевете се намесва сръбската Дринска дивизия, която дотогава е в резерв.
В същия ден българският княз свиква тронен съвет, на който е решено, че българските сили ще се съсредоточат в Сливница и там ще се състои решаващата битка, сърбите ще бъдат забавени до пристигането на българските войски от турската граница.
На 4 ноември по обед сръбските войски вече са пред българските сливнишки позиции. Българите успяват навреме да изкопаят окопи и да укрепят позициите си. Сръбските Дринска и Дунавска дивизия се разгръщат около Сливница, а скоро след това пристигат и Шумадийската и част от Моравската дивизия.

### Сливнишка битка
Александър I решава да отблъсне левия фланг на противника, като атакува сръбските позиции при село Мало Малово. Фронтовата линия при Сливница е разделена на 3 части, а съотношението е 12 000 българи срещу 25 000 сърби.
Сутринта на 5 ноември започва решителното Сливнишко сражение. Към 9 часа сутринта сърбите напредват, но батареята на капитан Георги Силянов ги отблъсква бързо и без да даде жертви. Българите започват контраатака при село Мало Малово, както е наредил князът. Скоро сръбските части са принудени да отстъпят. Сражението се води предимно на този фланг, като сърбите извършват постоянни безуспешни нападения.
В битката българската артилерия помага много на пехотата с усилен огън, но десният български фланг се изтегля до укрепените позиции заради липса на боеприпаси.
Докато битката при Сливница е в разгара си, сръбската Моравска дивизия превзема Брезник и се насочва към левия фланг на българските позиции в Сливница. Шумадийската дивизия се съединява с Дунавската и Дринската при сливнишките позиции.
Сърбите вече са готови за съкрушителна атака, когато към българите се присъединяват капитан Петър Тантилов и командваните от него 4 тракийска, 2 софийски и 1 опълченска дружина, и една батарея. Така българите вече достигат 20 000, а сърбите са над 31 000.
В София Александър I е притеснен, че може да загуби решителното сражение, затова подготвя план за евакуация на българската столица. Той нарежда и укрепване и подсилване на левия сливнишки фланг.
На 6 ноември започва сражение по цялата фронтова линия. Бдинският полк постига успех след контраатака, а Плевенският достига до сръбските окопи.
На левия фланг положението не е толкова добро за българите. Шумадийската и Моравската дивизия настъпват от юг и югозапад. Срещу тила на моравците, чийто щаб се намира в Брезник и които настъпват към Гургулят, са изпратени 1950 души под командването на капитан Стефан Кисов. Въпреки че българският отряд е разбит в боя при Брезник, сраженията забавят цялата Моравската дивизия в придвижването ѝ към Сливница, където се решава изходът на войната. Това заставя сърбите да отделят два батальона за прикритие от юг.
Българското командване решава да се осъществи настъпление в края на десния фланг, при атаката последва отстъпление на сърбите и селата Туден, Комщица и Смолча са освободени.
| „ | Много мъртви и ранени има на двете страни. Българите се бият като лъвове, даже без офицери (...) те заслужават един спомен в историята, даже ако бъдат победени. | “ |

На 7 ноември след нови попълнения и в двете страни сърбите достигат 40 000, а българите - 32 000.
В ранната сутрин на 7 ноември капитан Христо Попов и воденият от него отряд се насочват към село Гургулят, където в неравна битка срещат 3 сръбски батальона, една батарея и един ескадрон, и ги разгромяват. (виж „Боят при Гургулят“)
По това време сръбските войски на северния фланг се съвземат и си връщат част от изгубените позиции. Българите контраатакуват. Капитан Марин Маринов – командващ Бдинския полк, нарежда щикова атака – „На нож“, като сам повежда бойците си, но в боя е смъртоносно ранен и след няколко дни умира от раните си. По-късно Бдинският полк е подкрепен от плевенските дружини и една батарея. Развихря се ожесточена борба за надмощие, но сърбите не успяват да издържат и обръщат в бяг, оттук нататък ходът на сражението е решен. По обяд на 7 ноември българите минават в настъпление.
Отрядът на капитан Коста Паница разбива сръбските войски при Ропот и Комщица и навлиза в Сърбия, като с това приключва битката при Сливница.

### Северен фронт
За разлика от Западния фронт, където българите минават в настъпление, на Северния фронт усилените боеве продължават, като генерал Лешанин и командваната от него сръбска Тимошка армия напредват към Видин, а българските погранични части скоро започват да отстъпват назад към видинската крепост. Съотношението на силите не е равностойно, сърбите наброяват 22 000, а всички 15 000 български защитници са опълченци, запасни и доброволци, няма нито един редовен войник.
На 4 ноември командващият Северния фронт капитан Атанас Узунов нарежда на малък летящ отряд, командван от поручиците Анастас Петров и Янко Драганов, да прекоси река Тимок при Брегово и от там да настъпи към Зайчар, за да подкрепи защитниците на Кула. В резултат четири сръбски роти са разбити и около 100 бойци са пленени, но в същото време Летящият отряд на капитан Георги Тодоров е разбит при Кула и българите се оттеглят към Видин.
Настъплението към Белоградчик не е така успешно за сърбите. В боя на подстъпите на града на 6 ноември техният XIV полк II призив е разгромен от доброволците, предвождани от поручик Панайот Дворянов. По това време Видин вече се готви за обсада, 4 кораба стоварват храна и боеприпаси за защитниците на крепостта, приготвени са окопи и са проверени укрепленията. Българите се страхуват да изтеглят всички отряди от Южна България, тъй като Османската империя все още представлява заплаха.

### Действия на Българския флот
В тази война Българският флот получава бойното си кръщение. В септември 1885 г. Дунавската флотилия и Морска част разполагат с параходите „Взрывъ“, „Опытъ“, „Голубчикъ“, „Александъръ I“, миноноските „Черепаха“ и „Бычокъ“, парните катери „Бавария“, „Мотала“, „Фардингъ“, „Ракета“, „Олафчикъ“, „Варна“ и „Птичка“, шлеповете „Марица“, „Янтра“, „Тунджа“ и „Ботъ №1“.
На параходите своевременно са поставени по две 4-фунтови оръдия, на катерите по две скорострелни оръдия, а миноноските освен скорострелно оръдие получават и по две прътови мини. Под командването на капитан Симеон Ванков Дунавската флотилия превозва подкрепления – войници и четници доброволци, прехвърля коменданта на Видинската крепост капитан Атанас Узунов от Русе във Видин. Доставят се муниции, оръдия и стрелково оръжие, патрулира се реката, подпомага с разузнавателни и транспортни действия, и обсадената Видинска крепост се снабдява с храни, снаряжение и материали. На 18-19 септември 1885 г. с два парахода и една баржа във Видин са прехвърлени две доброволчески роти, четири 24-фунтови оръдия, една 6-фунтова мортира и 17 полеви оръдия, 8500 снаряда. На 10 октомври 1885 г. от Русенския арсенал в Рахово от Флотилията са прехвърлени 500 пушки и 25 000 патрона. На този и в следващите дни във Видин по вода е прехвърлена нова доброволческата дружина в състав Първа Добричка, Втора Свищовска, Трета Варненска, Четвърта Балчишка, Пета Русенска и Шеста Шуменска чета и запасната дружина от Пети пехотен Дунавски полк в състав: 17-а, 18-а, 19-а и 23-та рота. На 22-23 октомври 1885 г. „Голубчик“ превозва от Русе до Лом две запасни роти от Варна и шест 4-фунтови оръдия. Със същия кораб са превозени до Видин и девет полски оръдия. Превозени са 300 доброволци и снаряди за батареята на Летящия отряд, което дава възможност отрядът да води активни бойни действия. На 11 ноември 1885 г. от Русе във Видин са доставени 6 милиона патрона, а в Оряхово - 2 милиона. Параходите „Александъръ I“, „Опытъ“, „Взривъ“ правят общо 118 курса, допълнително действат миноноските и парните катери „Олафчикъ“, „Ракета“, „Черепаха“ (последната пребазирана в Арчар). Съставен е отряд катери, подчинени на крепостта – базираният в Лом „Фардингъ“, „Мотала“ с „Бавария“, базирани във Видин, и „Бычокъ“, подчинен пряко на коменданта на крепостта. „Мотала“ осигурява и съобщенията между обсадената Видинска крепост и командването в София чрез писма и телеграми през Калафат. Към отряда в Лом са предадени и двете миноноски. Известието за българската победа и за края на войната в обсадената Видинска крепост също е донесено от флотилията.
Бойни заслуги печели катерът „Мотала“ с командир Иван Великов, който пленява 2 противникови съда. Първият – в средата на ноември, при патрул пред Видинската крепост, когато е забелязан промъкващ се край румънския бряг кораб със загасени светлини. Установявайки, че е открит, корабът бяга към прикритието на сръбските батареи, но българските моряци отрязват пътя му за отстъпление и след престрелка корабът е пленен. Оказва се сръбски ветроход, пренасящ 400 чувала провизии за разположените на десния фланг сръбски войски. При следващ патрул на същия катер отново е забелязан промъкващ се съд, този път край видинското пристанище. След преследване съдът също е заловен. Оказва се самоходен понтон със сръбска разузнавателна група. Съдът и сръбските войници се предават на българката флотска единица и са взети в плен. Това са първите бойни победи на съвременния ни военен флот.

### Обрат във войната
Българското командване решава във втората фаза на войната да започне настъпление, да победи основните сили на сръбската армия и да спечели войната.
На 8 ноември десният български фланг настъпва към Драгоман; след цяло денонощие непрекъснати боеве сърбите се оттеглят на юг от града.
Същия ден Първи пехотен Софийски полк се среща в село Гълъбовци с отряд от разбитата Моравска дивизия. Скоро и Брезник е освободен, сърбите се оттеглят в Трън.
Сръбската Дунавска дивизия отстъпва до Калотина, Шумадийската към Габер, а Дринската в Драгоманския проход. Сръбската войска е в паника и деморализирана.
На 9 ноември боевете са спрени и това дава възможност на българското командване да прегрупира войските си.
След пристигането на VI пехотен Търновски полк, VIII пехотен Приморски полк и Пловдивския пехотен полк, българската армия вече наброява 40 000 души.
След сраженията от 5 до 8 ноември очакванията за войната са коренно променени. В повече европейски вестници пише, че Великите сили трябва да се преклонят и да дадат Източна Румелия на България. В английския „Таймс“ от 10 ноември 1885 г. е заявено:
| „ | Сега не може да има вече съмнение, че сърбите са претърпели сериозни несполуки (...) Победата на българите, победа на правото и правдата (...) ще предотврати една голяма и може би всеобща война. | “ |

Княз Александър I е решен да изтласка всички вражески войски от територията на България, да навлезе в Сърбия и чак тогава да води мирни преговори.
На 10 ноември десният български фланг и центърът започват нападение над Драгоманския проход, сърбите отново не издържат на българската атака „на нож“ и отстъпват към Цариброд; фронтът вече е преместен на 14 километра от Цариброд.
На 11 ноември е обявено всеобщо нападение срещу сръбската войска. Крайният южен фланг се насочва към Трън.
Отстъпващите сръбски войски (Дунавската, Дринската, Шумадийската и остатъците от Моравската дивизия) съумяват да се прегрупират на линията Планиница – Цариброд – Радейна, но отново са принудени да отстъпят и Цариброд е освободен от българските бойци.
Оттеглилите се до границата сръбски части се укрепват и съсредоточават на Нешков връх, където след щикова атака на 12 ноември Шумадийската дивизия е изтласкана зад българската граница. Прегрупиралата се Моравска дивизия също е победена и отстъпва зад границата.

### Военни действия на сръбска територия
На 13 ноември са изпратени сръбски парламентьори с молба за примирие, но българите отговарят, че мир ще има само при пряка заповед от българския княз Александър I.
На 12 ноември Русия и останалите Велики сили пращат нота на България за започване на мирни преговори между воюващите страни. Нотата е подкрепена и от Османската империя, сериозно обезпокоена за сигурността на териториите си. В искането на Великите сили не е споменато нищо за признание на Съединението на България. Българското правителство отлага отговора си с извинението, че Александър I е на бойното поле (което е вярно); след 14 ноември нотата е отхвърлена; българският княз заповядва нападението да продължи. Мирни преговори щяло да има само при признаване на Съединението.
На 13 ноември отново няма боеве и двете армии се приготвят за по-голямо сражение. Сърбите се укрепят в Пирот, където войските им вече достигат 65 000 души. Българските войски също са разположени в близост до Пирот и наброяват около 42 000.
В София набързо са създадени 23 болници за ранените, като сред използваните сгради са сградите на Народната банка, Народното събрание, министерствата и училища.
Волски коли денонощно сноват от София до фронта, за да осигурят провизии на българските бойци.
На 14 ноември българските части достигат укрепленията пред Пирот. Българското командване преценява, че най-важната тактическа точка в сражението е Църни връх. В същата нощ дружини от Преславския и Конарския пехотен полк нападат върха с щикова атака и го превземат. Боят е по цялата Пиротска линия. Българската артилерия подкрепя силно пехотата. Пирот е обграден от българските войски.
На 15 ноември българите преминават в щикова атака, боят се развихря по улиците на града. В сръбските редици настъпва хаос заради неочаквано ранната атака и те изоставят града. Пътят на българите до Ниш е свободен. В боя при Пирот от сръбска страна има повече от 700 убити и 560 ранени. Загубите на българската войска са 1150 убити и ранени, и 165 безследно изчезнали.

### Обсадата на Видин
На Северния фронт българите отново изпитват затруднения, а сръбските войски съумяват да обкръжат Видин.
От Лом е изпратен поручик Георги Тодоров с три запасни роти, един ескадрон и шест оръдия, но той бързо е отблъснат от сърбите при опита си да помогне на северните български войски.
На 11 ноември сръбската войска започва силен обстрел над Видин, а българите използват 30-те си оръдия, за да спрат настъплението.
Основната сила на защитниците са една русенска дружина, една запасна бдинска дружина и доброволци от Шумен – общо не повече от 6000 души. Към тях се присъединява и Студентски доброволчески легион, съставен от стотина български студенти в чужбина по инициатива на българските студенти в Женева.
Сръбските войски били съставени от около 11 000 бойци.
Сръбското командване се опитва да накара капитан Атанас Узунов да се предаде, като лъже, че София е паднала, но българският капитан не се хваща и отхвърля предложението. На 13 ноември той нарежда вода от река Дунав да бъде отклонена към в каналите на града, като така наводнява околностите и Видин е обграден от вода като остров.
На 12 и 13 ноември сърбите започват нова неуспешна атака. На другия ден сръбският генерал Лешанин предлага примирие от няколко часа, за да се приберат ранените и Узунов приема. Сърбите обаче не използват временното примирие за спасяване на ранени, а за да изкопаят нови окопи и да подобрят изградените.
На 14 ноември сърбите отново атакуват, но са отблъснати.
На 15 ноември българите излизат от крепостта и контраатакуват, сърбите са изтласкани. В ранната сутрин на 15 ноември българският отряд е в село Лагошевци.
На 16 ноември България и Сърбия сключват примирие; още същия ден генерал Лешанин е уведомен, но въпреки това заповядва щурм срещу Видин с всички налични сили. Нападението безуспешно продължава до първите часове на 17 ноември.

### Участие на македонските българи
След обявяването на Съединението в село Бойково е създаден доброволчески „Македонски батальон“, в който са включени четите на Спиро Костов, поручник Карауланов и командван от ветерана от Априлското въстание Иван Соколов с численост около 400 души. Първоначално батальонът е изпратен да охранява границата на Княжество България и Османската империя, но след като вдига бунт, е изпратен на фронта.

## Край на войната
След убедителната българска победа при Пирот Сръбската армия е изправена пред пълен разгром. Българската армия се готви да атакува Ниш, но на 28 ноември (16 ноември стар стил) австро-унгарският пълномощен министър в Белград граф Кевенхюлер пристига в Главната квартира на българската армия в Пирот и настоява пред българския княз Александър I Батенберг за прекратяване на по-нататъшното настъпление. Кевенхюлер заплашва с намеса на австро-унгарските войски в конфликта и с евентуална руска намеса. Българският владетел е принуден да приеме. Като демаркационна линия е избрана текущата фронтова линия.
Между България и Сърбия започват преговори за примирие, които приключват на 21 декември (9 декември стар стил). Мирният договор е подписан в Букурещ на 3 март (19 февруари стар стил) 1886 година.
Победата изиграва важна роля за укрепване на международното положение на България и за признаване на Съединението.
Поражението на Сърбия засилва общественото недоволство срещу крал Милан. През 1889 г., след три години политическа нестабилност, той абдикира в полза на сина си.

## Галерия
- Галерия
- Монумент на загиналите – Трън
- Монумент на загиналите – Трън
- „Паметникът на капитаните“, Сливница
- Новият паметник – Сръбско-българската война на път Е80 Сливница, автор Петко Москов
- Паметник на загиналите воѝни, Сливница
- Паметник на загиналите воѝни – Плевен
- Атака „на нож“ при Цариброд. Худ. Антони Пиотровски.
- Българските предни постове на пътя за Ниш. Худ. Антони Пиотровски.
- Паметник костница на загиналите в сражението край Алдомировци
- Паметната плоча на загиналите подофицери и войници, Алдомировци
- Мемориал „Майка България“ на загиналите в Битката при Гургулят
- Монумент на загиналите в Брезник.
- Паметник на българския войн в чест на загиналите в Сръбско–българска война – гр. Русе